# Alexandru Gațcan
Alexandru Gațcan (* 27. März 1984 in Chișinău, Moldauische SSR, Sowjetunion) ist ein moldauischer Fußballspieler. Seit 2019 spielt er für Krylja Sowetow Samara in der russischen ersten Liga.

## Karriere

### Verein
Gațcan begann seine Karriere beim Erstligisten Unisport-Auto Chișinău. 2004 wechselte er nach Russland zu Spartak Moskau. Nachdem er dort nur in der Viertligamannschaft eingesetzt worden war, wechselte er 2005 zum Zweitligisten Spartak Nischni Nowgorod. 2006 ging er wieder in die Premjer-Liga, diesmal zu Rubin Kasan. 2008 wechselte er abermals in die zweite Liga zum FK Rostow, mit dem er 2009 in die erste Liga aufstieg und in den folgenden Jahren dreimal das Abstiegsplayoff gewann. Seit Beginn der Saison 2015/16 ist er Mannschaftskapitän in Rostow. Am Saisonende gewann er mit seinem Team die Vizemeisterschaft hinter ZSKA Moskau und qualifizierte sich für die Champions League.

### Nationalmannschaft
Gațcan wurde 2005 erstmals fürs Nationalteam nominiert. Sein Debüt gab er im Februar 2005 im Testspiel gegen Aserbaidschan.

## Erfolge und Auszeichnungen
- Russischer Pokalsieger: 2014
- Fußballer des Jahres in der Republik Moldau: 2013, 2015, 2016